# Tourbes
Tourbes este o comună în departamentul Hérault din sudul Franței. În 2009 avea o populație de 1.489 de locuitori.

## Evoluția populației
| An        | 1975 | 1982 | 1990  | 1999  | 2006  | 2009  |
| --------- | ---- | ---- | ----- | ----- | ----- | ----- |
| Populație | 740  | 833  | 1.022 | 1.276 | 1.430 | 1.489 |